# Алимья
Алимья́ (греч. Αλιμιά), или Алимния́ (Αλιμνιά) — остров в Эгейском море, принадлежит Греции. Входит в группу островов Додеканес (Южные Спорады). Алимья расположена между островами Родос и Халки.  Площадь составляет около 7 км², протяжённость береговой линии — 22 км. Самая высокая точка острова — 268 метров над уровнем моря. Административно входит в общину Халки в периферийной единице Родос в периферии Южные Эгейские острова. Согласно переписи населения 2011 года, остров является необитаемым.

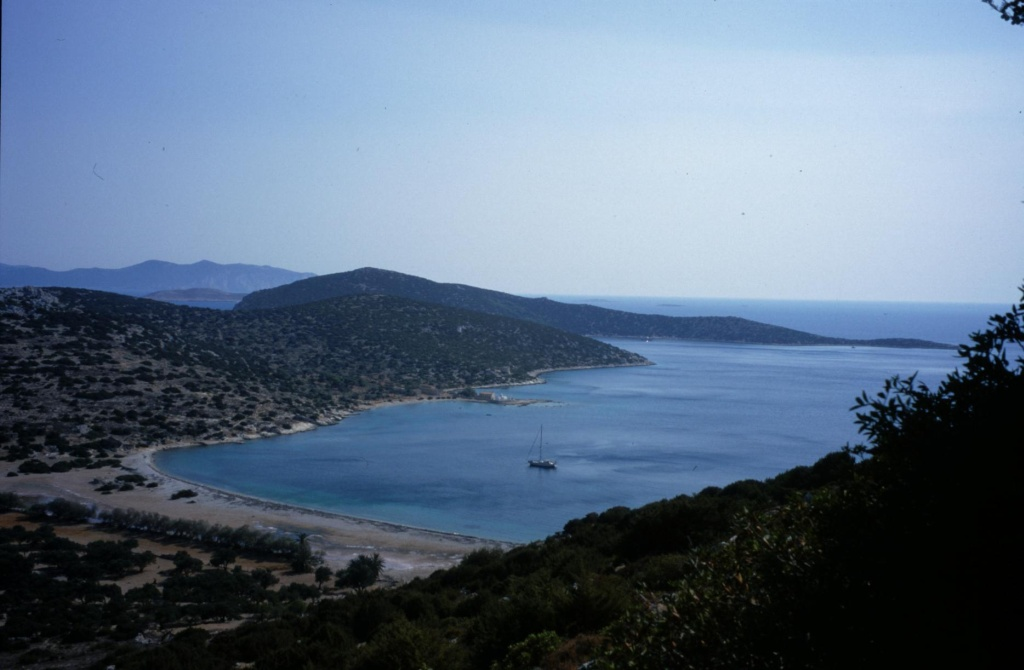
Побережье острова

Алимья процветала в эллинистический период, затем греков на острове сменили римляне. Затем, в 1475 году, остров был занят рыцарями. На побережье острова найдены римские гробницы и древние стены, а также виден фундамент раннехристианской базилики. После Второй мировой войны, посёлок, находящийся в глубине острова, оказался в плачевном состоянии, из-за депортации его населения в 1944 году, после чего остров и стал необитаемым.